# Sundhedspolitik
Sundhedspolitik betegner det politikområde, der beskæftiger sig med befolkningens sundhed. Konkret drejer sundhedspolitikken sig om indretningen af sundhedsvæsenet, behandlingen og forebyggelsen af sygdomme i befolkningen samt indsatsen for at mindske befolkningens risiko for at blive ramt af sygdom. 
Idet sundhedsvæsenet i mange lande er blandt de dyreste aktiviteter overhovedet, hvad enten det finansieres af det offentlige eller af forsikringer, nyder sundhedspolitikken konstant bevågenhed fra presse, vælgere og politikere. Mange af de spørgsmål, der knytter sig til sundhedspolitikken er enten af ideologisk eller økonomisk karakter, eksempelvis er det konstant til diskussion hvorvidt privathospitaler gavner eller skader det offentlige sundhedsvæsen, ligesom der vedvarende er fokus på at forbedre kvaliteten og effektiviteten af behandlingen. 
To centrale og modstridende hensyn i sundhedspolitikken er ønsket om at sikre den enkeltes valgfrihed og ønsket om fri og lige adgang til behandling. Hvis valgfriheden prioriteres højt, vil sundhedsvæsenet ofte organiseret efter en markedsmodel, mens det hvis ligheden prioriteres højest vil bygge på en solidarisk finansieringsform, f.eks. via skatter eller som i Danmark sundhedsbidrag. Historisk har idealet om valgfrihed været dominerende i USA, mens de europæiske landes sundhedssystemer har været baseret på lighedstankegangen. Det skal dog bemærkes, at langt de fleste lande befinder sig et sted midt mellem de to yderpunkter. Det gælder også Danmark, der historisk kan siges at have prioriteret ligheden højere end valgfriheden, men hvor de senere års sundhedspolitik med initiativer som behandlingsgaranti og kontraktstyring har gjort mere brug af markedslignende mekanismer.